# Statistisches Hand- und Adreßbuch von Mittelfranken im Königreich Bayern
Das Statistische Hand- und Adreßbuch von Mittelfranken im Königreich Bayern ist ein vom Regierungs-Functionär Eduard Vetter erstelltes Verzeichnis, das erstmals 1846 im Selbstverlag des Verfasser erschienen ist. 1856 und 1864 erschienen aktualisierte Ausgaben.

## Ausgabe von 1846
Die Ausgabe von 1846 enthält in einem ersten Teil eine Auflistung der Landgerichte und Herrschaftsgerichte Mittelfrankens in alphabetischer Reihenfolge. Jede dieser Verwaltungseinheiten enthält wiederum in alphabetischer Reihenfolge eine Liste der Rural- bzw. Munizipalgemeinden. Über jede dieser Gemeinden gibt es Angaben über Ortstyp, ggf. Ortsteile, Pfarrei- und Schulzugehörigkeit, Einwohner, Familienanzahl, Häuser, Religionszugehörigkeit, ansässige Berufsgruppen und sonstiges. Diese Daten beruhen auf dem Manuskript des königlich statistischen Bureau „Kataster der Ortschaften, der Bevölkerung und der Gebäude“ von 1840.
In einem zweiten Teil gibt es eine systematisch gegliederte Liste sämtlicher Amtsleute, die im Regierungsbezirk Mittelfranken zu diesem Zeitpunkt tätig waren. Am Schluss steht ein Ortsregister sämtlicher Orte in alphabetischer Reihenfolge.

## Ausgabe von 1856
Die Ausgabe von 1856 ist in der Gliederung identisch mit der ersten Ausgabe. Eine vollständige Aktualisierung gibt es nur für den zweiten Teil. Im ersten Teil werden lediglich größere Orte aktualisiert nach den Erhebungen des königlich statistischen Bureau von 1852. Kleinere Gemeinden und Gemeindeteile werden nur in der Rubrik Gemeindevorsteher aktualisiert, gelegentlich auch in der Einwohnerzahl, jedoch nicht auf der Grundlage der Erhebungen von 1852. In der Regel werden für diese die Daten der ersten Auflage einfach nur übernommen.

## Ausgabe von 1864
Die Ausgabe von 1864 ist in der Gliederung im Wesentlichen identisch mit der ersten Ausgabe. Eine vollständige Aktualisierung gibt es nur für den zweiten Teil. Der erste Teil enthält eine Auflistung der Bezirksämter Mittelfrankens in alphabetischer Reihenfolge. Nicht mehr erwähnt werden die ansässigen Berufsgruppen. Die Erhebungsgrundlage der Einwohnerzahlen ist unklar. Sie basieren auf jeden Fall nicht auf der Grundlage einer der Volkszählungen, die 1855, 1858, 1861 oder 1864 stattgefunden haben.

## Kritische Bemerkungen
Die Unterscheidung zwischen den Ortstypen ist sehr willkürlich. Der Herausgeber gibt auch keinerlei Aufschluss, welche Regeln hierfür zugrunde liegen. Eine Überprüfung ergibt, dass als Richtwert gilt: Einöd(mühl)e (1 bis 2 Häuser), Weiler (3 bis 12 Häuser), Dorf (13 Häuser und mehr). Jedoch sind die Ausnahmen sehr zahlreich und teilweise auch sehr extrem abweichend. Möglicherweise erfolgte auch die jeweilige Klassifizierung nicht vom Herausgeber selbst. Einzelne Landgerichte scheinen anderen Maßstäben zu folgen. Besonders auffällig beispielsweise das Landgericht Leutershausen, in der Orte oft – teilweise mit bis zu 19 Häusern (Eyerlohe) – noch als Weiler klassifiziert wurden, was in anderen Landgerichten nur selten der Fall ist (bspw. Ansbach, Heilsbronn. Einzige Ausnahme dort: Göddeldorf mit 16 Häusern Weiler).